# Erioderus pallens
Erioderus pallens là một loài bọ cánh cứng trong họ Cerambycidae.